# AACTA International Awards 2024
Die 13. Verleihung der australischen AACTA International Awards (englisch 13th AACTA International Awards), die jährlich von der Australian Academy of Cinema and Television Arts (AACTA) vergeben werden, fand am 10. Februar 2024 im australischen Gold Coast statt. Sie ehrten die besten internationalen Filme und Serien des Jahres 2023 und sind so das Gegenstück zu den ebenfalls im Februar 2024 stattgefundenen 13. AACTA Awards für australische Filme und Serien.

## Übersicht
Die Nominierungen wurden am 15. Dezember 2023 bekanntgegeben. Gegenüber der Verleihung aus dem Vorjahr gab es keine Neuerungen.
Mit sechs Nominierungen im Bereich Film erhielt die Filmbiografie Oppenheimer die meisten Nennungen, gefolgt von Barbie und Killers of the Flower Moon mit jeweils fünf. Ebenfalls mehrere Nominierungen erhielten Amerikanische Fiktion, Maestro, Poor Things (jeweils 4) und Saltburn (2). Im Bereich Fernsehen erreichte die Dramedy Succession mit fünf die meisten Nominierungen, gefolgt von The Last of Us mit drei. Auf jeweils zwei Nominierungen kommen The Bear: King of the Kitchen, Beef und The Crown.
Barbie konnte als einziger Film drei Auszeichnungen gewinnen. Er wurde als bester Film, für die beste Hauptdarstellerin (Margot Robbie) und den besten Nebendarsteller (Ryan Gosling) gewürdigt. Die Filmbiografie Oppenheimer setzte sich mit Christopher Nolan als bester Regisseur und Cillian Murphy für seine Darstellung von Robert Oppenheimer durch. Für das beste Drehbuch wurde Tony McNamara für Poor Things und als beste Nebendarstellerin Vanessa Kirby für Napoleon ausgezeichnet. Ebenfalls auf jeweils zwei Siegen kommen die Fernsehserien The Bear und Succession. Erstere wurde als beste Comedyserie und für den besten Seriendarsteller (Jeremy Allen White) und letztere als beste Dramaserie und für die beste Seriendarstellerin (Sarah Snook) prämiert.

## Gewinner und Nominierte im Bereich Film
| Film                       | N | A |
| -------------------------- | - | - |
| Oppenheimer                | 6 | 2 |
| Barbie                     | 5 | 3 |
| Killers of the Flower Moon | 5 | 0 |
| Poor Things                | 4 | 1 |
| Amerikanische Fiktion      | 4 | 0 |
| Maestro                    | 4 | 0 |
| Saltburn                   | 2 | 0 |

### Bester Film
Barbie – Produktion: Tom Ackerley, Robbie Brenner, David Heyman und Margot Robbie
Amerikanische Fiktion (American Fiction) – Produktion: Cord Jefferson, Jermaine Johnson, Nikos Karamigios und Ben LeClair
Killers of the Flower Moon – Produktion: Dan Friedkin, Daniel Lupi, Martin Scorsese und Bradley Thomas
Oppenheimer – Produktion: Christopher Nolan, Charles Roven und Emma Thomas
Poor Things – Produktion: Ed Guiney, Giorgos Lanthimos, Andrew Lowe und Emma Stone

### Beste Regie
Christopher Nolan – Oppenheimer
Bradley Cooper – Maestro
Greta Gerwig – Barbie
Giorgos Lanthimos – Poor Things
Martin Scorsese – Killers of the Flower Moon

### Bestes Drehbuch
Tony McNamara – Poor Things
Noah Baumbach und Greta Gerwig – Barbie
Bradley Cooper und Josh Singer – Maestro
Cord Jefferson – Amerikanische Fiktion (American Fiction)
Christopher Nolan – Oppenheimer

### Bester Hauptdarsteller
Cillian Murphy – Oppenheimer
Bradley Cooper – Maestro
Leonardo DiCaprio – Killers of the Flower Moon
Andrew Scott – All of Us Strangers
Jeffrey Wright – Amerikanische Fiktion (American Fiction)

### Beste Hauptdarstellerin
Margot Robbie – Barbie
Cate Blanchett – The New Boy
Lily Gladstone – Killers of the Flower Moon
Carey Mulligan – Maestro
Emma Stone – Poor Things

### Bester Nebendarsteller
Ryan Gosling – Barbie
Matt Damon – Oppenheimer
Robert De Niro – Killers of the Flower Moon
Robert Downey Jr. – Oppenheimer
Jacob Elordi – Saltburn

### Beste Nebendarstellerin
Vanessa Kirby – Napoleon
Penélope Cruz – Ferrari
Julianne Moore – May December
Rosamund Pike – Saltburn
Da’Vine Joy Randolph – The Holdovers

## Gewinner und Nominierte im Bereich Fernsehen
| Serie                         | N | A |
| ----------------------------- | - | - |
| Succession                    | 5 | 2 |
| The Last of Us                | 3 | 0 |
| The Bear: King of the Kitchen | 2 | 2 |
| Beef                          | 2 | 0 |
| The Crown                     | 2 | 0 |

### Beste Dramaserie
Succession
Beef
The Crown
The Last of Us
Yellowjackets

### Beste Comedyserie
The Bear: King of the Kitchen (The Bear)
The Marvelous Mrs. Maisel
Only Murders in the Building
Sex Education
Ted Lasso

### Bester Seriendarsteller
Jeremy Allen White – The Bear: King of the Kitchen (The Bear)
Kieran Culkin – Succession
Matthew Macfadyen – Succession
Pedro Pascal – The Last of Us
Jeremy Strong – Succession

### Beste Seriendarstellerin
Sarah Snook – Succession
Elizabeth Debicki – The Crown
Helen Mirren – 1923
Bella Ramsey – The Last of Us
Ali Wong – Beef